# 고신토
고신토(古神道)는 조몬 시대의 애니미즘 신앙으로 신토교의 전신이라는 주장이 제기된다. 에도 시대 이후 복고신토(復古神道) 운동이 일어나면서 고신토를 추적 복원하는 움직임이 생겨났다.